# Déclamation
La déclamation est l’art vocal de l’acteur, consistant à articuler les phrases entre parole et chant. Si, lorsqu’elle est connotée de façon positive, la déclamation est l’art de faire valoir l’idée exprimée par la voix, le geste et le jeu de la physionomie, elle désigne parfois, dans une connotation négative, l’emploi de phrases pompeuses et vides, l’étalage d’une éloquence boursouflée, et qu’on a appelé le style déclamatoire.
Au XVIIe siècle la mode au théâtre aurait été au débit emphatique et monotone. Molière aurait critiqué cette habitude de déclamation théâtrale, l’acteur Baron, guidé par ses conseils, l’aurait réformée avec succès avant que Lecouvreur, Lekain, Molé, Fleury, Talma, Mademoiselle Mars et  Rachel n’achèvent de substituer la vérité au convenu. En réalité, cette vue caricaturale d’une cabale, qui vient d’une culture purement livresque sans aucun travail pratique sur la déclamation baroque, montre surtout l’ignorance, chez ces commentateurs superficiels, de ce qu’était réellement la déclamation baroque et l’art baroque en général, qui ne se définit pas par la recherche du naturel,. Une forme d'anachronisme ou de vision décalée se fait jour dans ce type de critique.
L’art de la déclamation a des principes communs à l’éloquence de la tribune, du barreau et de la chaire, et des règles particulières pour le théâtre.
Le Conservatoire national supérieur de musique et de danse de Paris, créé officiellement en 1792/1793 et surtout en 1795, s'est longtemps appelé « Conservatoire de musique et de déclamation » (abrégé en CNSMD dans les deux cas). Il succédait à l'École royale de chant et de déclamation, créée en 1784 par Louis XVI.

## Déclamation oratoire et anciennes déclamations de rhétorique

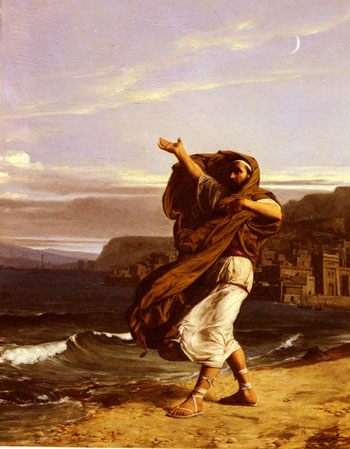
Démosthène s’exerçant à la parole par Lecomte du Nouy.

La déclamation oratoire exige la connaissance des ressources de la voix, dont l’orateur doit savoir régler le ton suivant le sens des paroles et l’effet qu’elles sont destinées à produire ; le geste doit être le commentaire de la pensée, du sentiment, avec lesquels le visage doit se mettre lui-même en harmonie.
Suivant les anciens, l’action, cette coopération du corps tout entier à l’œuvre de la parole, est la partie essentielle de l’art de l’orateur, et Cicéron souscrivait à l’avis de Démosthène, l’un des dix orateurs attiques, sur ce point : « Sans l’action, le meilleur orateur n’obtiendra aucun succès ; par elle un médiocre remporte sur les plus habiles. »
Les intonations de la voix, comme le geste et le jeu de la physionomie, étaient soigneusement étudiés chez les Romains, à qui les Grecs servaient de modèles. La préoccupation de la forme et de la beauté extérieure et la disposition de la tribune où l’orateur apparaissait tout entier, les portaient à donner, dans leurs traités, le premier rang à l’attitude du corps, du regard, à la main, au pied qui pouvaient avoir leur éloquence muette, soumise, dans les plus minutieux détails, à des règles déterminées. Bien que l’élocution leur semble plus facile à posséder, ils ne négligeaient rien de ce qui pouvait augmenter les effets d’un discours où toutes les nuances sont rendues avec naturel, goût et mesure.
Alors même qu’elle ne s’adresse qu’à l’oreille, la variété des inflexions ajoute encore à la puissance de la déclamation en tenant l’auditoire attentif et comme sous le charme de la parole harmonieuse qui descend sur lui. Comme pour l’action en général, la règle de l’imitation savante de la nature domine ici toutes les autres et l’accord entre l’âme et la voix doit être constant tout comme la proportion entre les sentiments, les passions et les intonations qui les traduisent doit être parfaite.
Un principe général était cher aux anciens : la parfaite maîtrise du sujet traité, le savoir seul habilité à conférer l’autorité et la conscience de la dignité de la mission remplie étaient absolument nécessaires à l’orateur, indépendamment de son habileté comme déclamateur. « Entendez l’orateur parler au barreau, à la tribune, au sénat, dit Cicéron ; lors même qu’il ne fait pas usage des connaissances qu’il peut avoir acquises, vous distinguerez bientôt si c’est un déclamateur qui ne sait rien au-delà de sa rhétorique, ou si c’est un esprit éclairé qui s’est formé à l’éloquence par les études les plus élevées. »
L’étude de la déclamation a été, grâce à l'enseignement des rhéteurs et des grammairiens, portée si loin chez les Romains que les jeunes gens devenaient de bonne heure aptes à discourir amplement sur tout, sans pour cela posséder autre chose de l’orateur que l’action extérieure. L’art de la déclamation se joignait, pour atteindre ce but, à celui de l’improvisation, et lui empruntait tons les moyens de faire illusion aux auditeurs. C’était la déclamation des sophistes, discréditée par Socrate et par Démétrios de Phalère, remise depuis en vogue, qu’on enseignait à Rome, et ce fut par leurs exercices que Cicéron lui-même se forma, dans sa jeunesse, à l’éloquence.
Élevée sous l'Empire à l’état d’enseignement suivi, la pratique de la déclamation, fort utile pour habituer de jeunes esprits à appréhender le but d’un discours et à en organiser rapidement les diverses parties, pouvait renforcer l’éloquence naturelle. Quintilien a dit qu’ « elle était comme une nourriture succulente qui donnait de l’embonpoint et de l’éclat à l’éloquence, la rafraîchissait et renouvelait sa sève épuisée par la sécheresse des débats judiciaires. » Les instruments de musique, les flûtes surtout, ajoutèrent aux attraits de l’action oratoire.
La déclamation, telle que l’entendaient les rhéteurs latins, comprenait deux sortes d’amplifications, les unes appelées suasoriæ, appartenant au genre délibératif, développant un discours pour proposer ou repousser une mesure ou une action ; les autres dites controversiæ, appartenant au genre judiciaire. Lorsqu’on fournissait le plan à l’élève, on les appelait tractatæ et, lorsqu’on ne leur donnait que le sujet, coloratæ. Un recueil de Déclamations de Sénèque l'Ancien donne une idée des sujets.
Le danger de cet enseignement, perçu par les contemporains eux-mêmes, résidait dans des sujets complexes et irréalistes et sans auditoire à convaincre. De nombreuses anecdotes évoquent des déclamateurs brillants dont les plaidoiries réelles étaient décevantes ou inefficaces. Pour Sénèque l'Ancien, Quintilien, Aelius Aristide, la déclamation devait être considérée comme un exercice, et ne pas prendre le pas sur l’éloquence véritable.
Lors de la renaissance des lettres anciennes en Europe, l’engouement pour les exercices de la déclamation et les triomphes relativement faciles qu’ils comportent, retarda les progrès de la culture intellectuelle. Les disputes qui obscurcissent tout à plaisir, tinrent la place des discussions qui éclairent, et les mots se substituèrent aux idées. Depuis ce temps, les amplifications ont remplacé dans l'enseignement les déclamations de l’école.

## Déclamation théâtrale

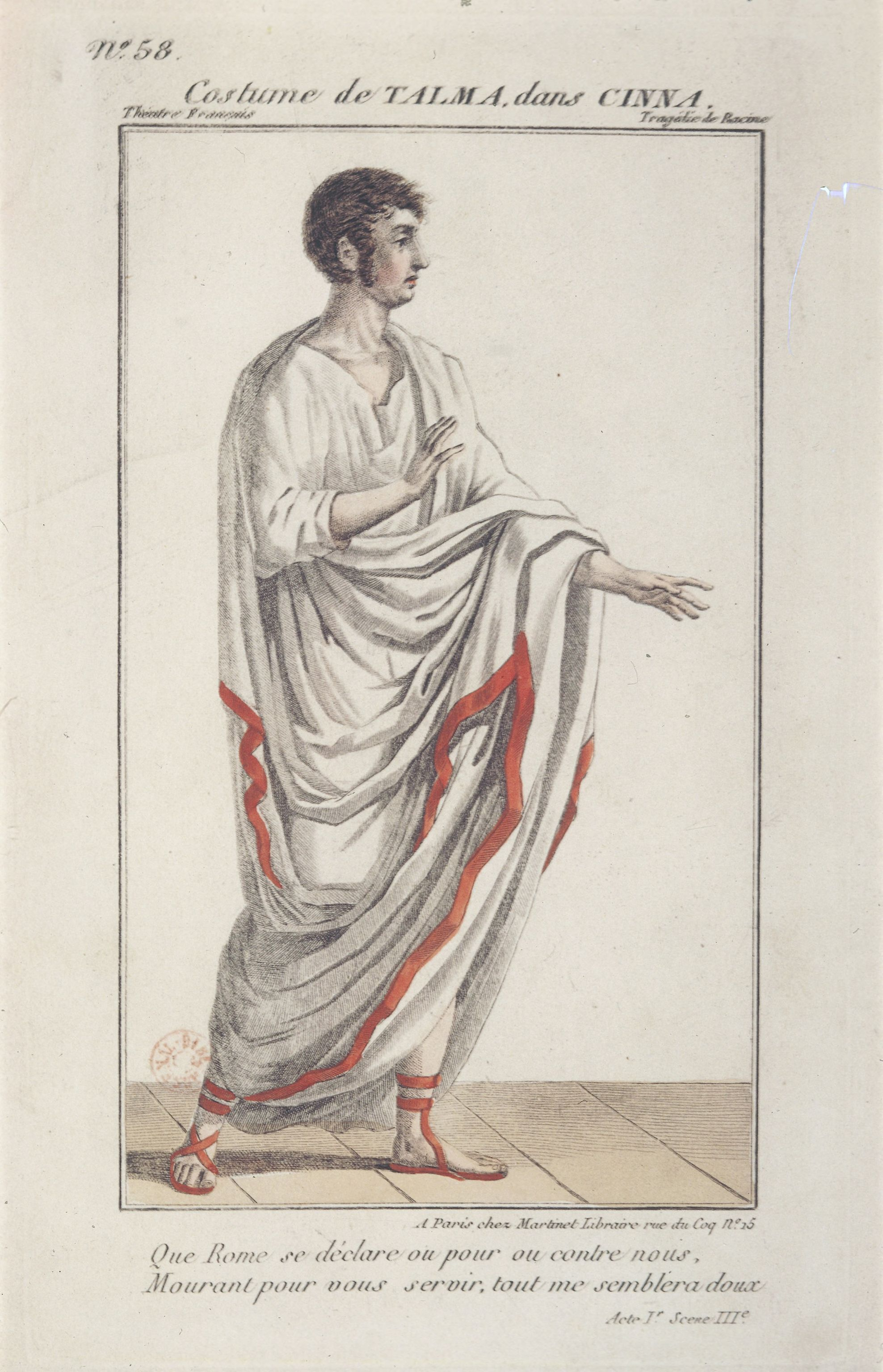
Talma, réformateur de la déclamation au théâtre.

La déclamation théâtrale requiert autant d’étude que l’ancienne déclamation oratoire. Elle requiert aussi plus d’aptitudes naturelles. Dans la substitution de l’acteur au personnage historique, ou l’invention qu’il représente, l’acteur a un effort à accomplir qui ne lui permet pas de rester aisément dans le naturel exigé par l’art. L’exigence de fidélité du naturel représente elle-même un péril, qui peut à tout moment faire tomber l’acteur qui s’y abandonnait dans des situations outrées à la scène. L’acteur Roscius considérait comme le point capital de la déclamation théâtrale de demeurer décent, au milieu de la joie, de la colère ou du désespoir. L’étude de son rôle par l’acteur l’entraîne à donner à toutes ses paroles une vérité, une justesse d’intonation qui ajoutent encore au sens qu’elles présentent et produisent l’illusion aux yeux des spectateurs.
La déclamation théâtrale des anciens était notée et accompagnée d’instruments. Elle pouvait être aisément figurée à l’aide du grand nombre de caractères qui servaient à écrire la musique : Burette en a compté jusqu’à 1620. Mais on ne sait pas si cette notation se bornait aux chœurs, ou si le dialogue lui-même en était affecté. Ce qu’il y a de certain, c’est que, la tragédie primitive n’étant qu’une sorte de chœur, la déclamation tragique fut d’abord un chant. Quant à l’action, elle ne pouvait, sur le théâtre antique , s’aider de l’expression du visage, à cause des masques qui étaient en usage.
Dire un texte au théâtre, c'est trouver un courant libre du centre de gravité de son corps, où naît la voix, à la tête qui émet cette voix pour la relation publique. Mais le corps a peur : il s'affaisse, s'excuse, gesticule, se fige dans une attitude démonstratrice ou se montre professionnel. Il faut ériger son corps dans un mouvement de pendule qui nourrit l'énergie de l'actrice, de l'acteur. Ce mouvement se construit sur les points d'appui du corps et du texte, dans le contact avec l'espace présent. Il ne faut pas chercher à programmer sa déclamation. Face au public il existe aussi un balancement : tantôt un mouvement extraverti de communication, tantôt un mouvement introverti d'écoute. Un contrôle intellectuel de ce balancement fait monter la voix dans l'aigu. Il faut passer à une énergie de publication de soi, qui sublime à la fois son moi intime et son moi public, qui correspond au fait d'être en scène. L'actrice, l'acteur, utilise ses sens : goutter le texte, l'écouter dans un mouvement gustatif, puis l'ingérer. C'est par ce vécu personnel que nous pouvons donner un texte sans qu'il soit vomi.

### Déclamation baroque
La déclamation théâtrale se considère à plusieurs points de vue, suivant que l’œuvre représentée est tragique ou comique, ou qu’elle est écrite en vers ou en prose. Il y a, pour le vers surtout, une nuance de ton particulière à la scène, et qui, sans être le langage parlé, n’est pas non plus la déclamation au sens négatif, la déclamation prosodique qui domina au Théâtre-Français jusqu’à la Révolution.
L’acteur ne saurait adopter le parler naturel, sans effacer dans une composition en vers une partie du travail du poète. Le caractère idéal de la tragédie ne peut pas ne pas se faire sentir dans le langage, et le ton du tragédien se rapproche, suivant l’intention marquée par l’auteur de l’œuvre, tantôt de la déclamation lyrique, tantôt de la narration épique. Dans le genre comique, la récitation parlée n’est pas plus admissible, chez Molière par exemple, pour le vers qui, ayant sa raison d’être, exige que l’acteur lui maintienne, et pourtant sans affectation, d’une manière sensible, son mètre et son harmonie. Le plus ou moins d’expression ou de chaleur dans le débit constitue le familier, le convenable, l’emphase ; le jugement, non moins que le sentiment, guide l’acteur dans les nuances de ton, mais c’est à travers le code particulier de la déclamation que les paroles trouvent leur véritable poids. Une prononciation nette et une connaissance exacte de la prosodie ne suffisent pas pour arriver à une parfaite diction au théâtre, ainsi que le montre cet extrait du traité de Bertrand de Bacilly, Remarques curieuses sur l’art de bien chanter (1668) :
« Il y a une Prononciation simple qui est pour faire entendre nettement les Paroles, en sorte que l’Auditeur puisse les comprendre distinctement et sans peine ; mais il y en a une autre plus forte et plus énergique, qui consiste à donner le poids aux Paroles que l’on récite, et qui a un grand rapport avec celle qui se fait sur le Theatre et lors qu’il est question de parler en Public, que l’on nomme d’ordinaire Declamation. »